# Železný potok (přítok Panenského potoka)
Železní potok je vodní tok typu potok pramenící z paty vrchu Malý Sokol v katastru obce Jablonné v Podještědí v okrese Liberec. Potok teče jižním směrem, napájí koupaliště v Jablonném, pokračuje do města a vlévá se do Mlýnského rybníka. Poté pokračuje dále a pod městem vtéká do Panenského potoka.